# Rio Marmeleiro

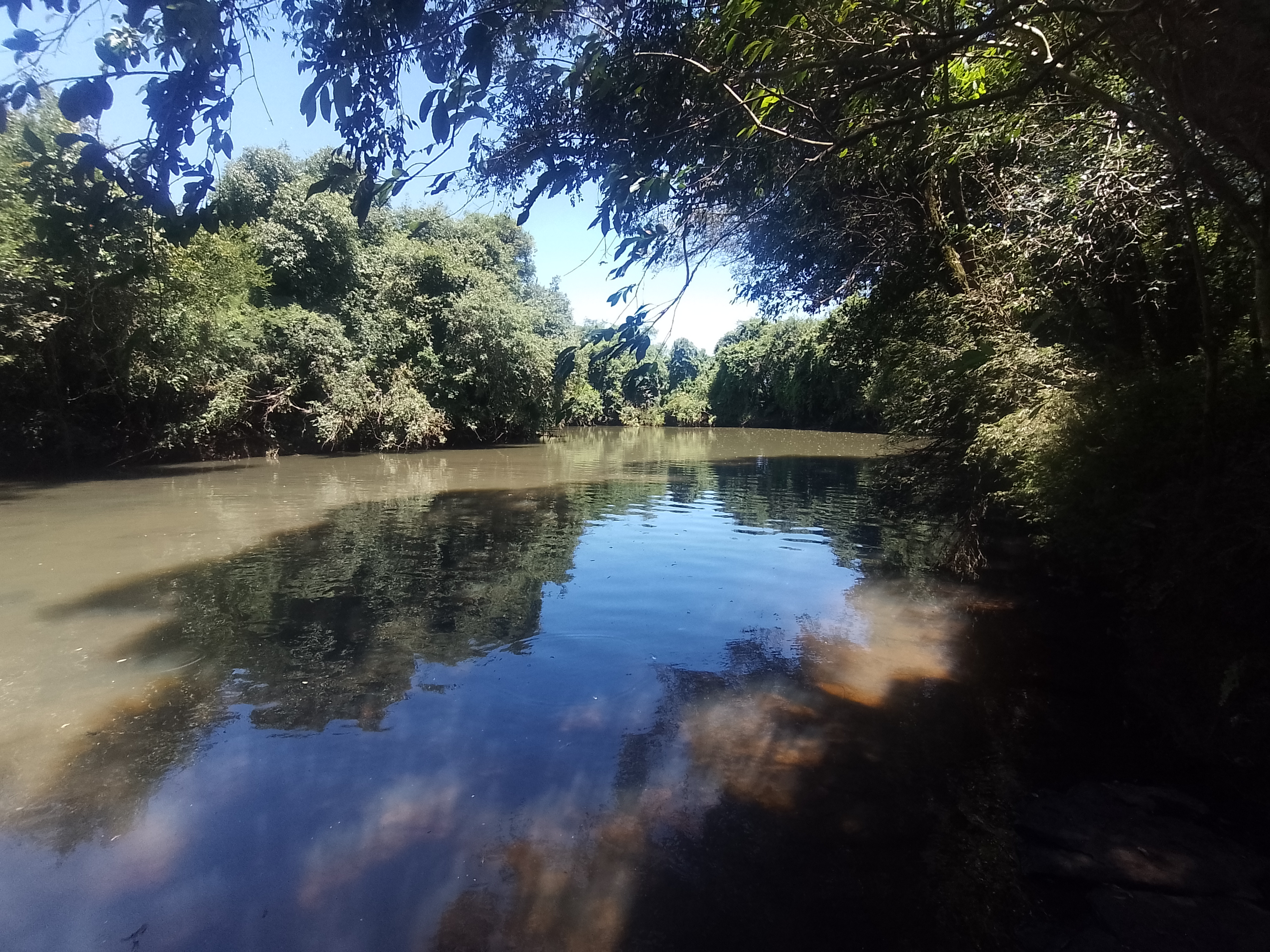
Rio Marmeleiro (2025)

Der Rio Marmeleiro ist ein etwa 65 km langer linker Nebenfluss des Iguaçu-Nebenflusses Rio Santana im Süden des brasilianischen Bundesstaats Paraná.

## Etymologie
Marmeleiro ist der portugiesische Name des Quittenbaums. Dieser kommt im Tal des Flusses reichlich vor, so dass der Fluss (und später das Munizip) nach ihm benannt wurde.

## Geografie

### Lage
Das Einzugsgebiet des Rio Marmeleiro befindet sich auf dem Terceiro Planalto Paranaense (Dritte oder Guarapuava-Hochebene von Paraná).

### Munizipien im Einzugsgebiet
Am Rio Marmeleiro liegen die drei Munizipien Marmeleiro, Renascença und Francisco Beltrão.

### Verlauf
Sein Quellgebiet liegt im Munizip Marmeleiro auf 666 m Meereshöhe. Er entsteht etwa 15 km südlich des Hauptorts aus dem Zusammenfluss des Rio das Derrubadas und des Rio Burrinho und 20 km nördlich der Staatsgrenze zu Santa Catarina in der Nähe der PR-180.
Der Fluss verläuft in nördlicher Richtung. Etwa 2 km nordöstlich der Stadt Marmeleiro erreicht er die Grenze zum Munizip Francisco Beltrão. Auf seinen letzten 9 km bildet er die Grenze zwischen den beiden Munizipien Renascença und Francisco Beltrão. Er mündet auf 568 m Höhe von links in den Rio Santana. Er ist etwa 65 km lang.